# Pleurotus dryinus
Espèce
Pleurotus dryinus, de son nom vernaculaire, le Pleurote voilé, est un champignon basidiomycète du genre Pleurotus dans la famille des Pleurotaceae à pied excentré et cespiteux, se développant en touffes serrées.

## Description
Chapeau charnu, blanc puis beige à orangé, jusqu'à 12 cm. Restes du voile annuliforme visibles.

## Habitat
Sur troncs d'arbres dépérissants.

## Répartition
Commun à rare. En Europe et Afrique du Nord.

## Synonymes
- P. corticatus
- P. tephrotrichus